# Junta Electoral de Zona de Santander
La Junta Electoral de Zona de Santander es una de las seis en las que se divide la comunidad autónoma de Cantabria, creada en 1985 mediante la Ley Orgánica 5/1985, de 19 de junio, del Régimen Electoral General, en España.
De acuerdo con la mencionada ley, el ámbito territorial de las juntas electorales de zona coinciden con los partidos judiciales existentes en las elecciones locales de 1979. Por ello, la Junta Electoral de Santander no se vio afectada por la posterior creación del Partido judicial de Medio Cudeyo en 1988 mediante la Ley 38/1988, de 28 de diciembre, de Demarcación y de Planta Judicial. Por este motivo, esta junta electoral incluye todos los términos municipales del Partido judicial de Medio Cudeyo además de Ribamontán al Mar y Ribamontán al Monte que fueron trasladados al Partido judicial de Santoña.

## Ámbito geográfico
Esta Junta Electoral de Zona incluye en ámbito geográfico de los actuales partidos judiciales de Santander y Medio Cudeyo además de los mencionados municipios de Ribamontán al Mar y Ribamontán al Monte.
| Sede de la junta | Municipios que comprende |
| ---------------- | --- |
| Santander        | El Astillero, Camargo, Castañeda, Corvera de Toranzo, Entrambasaguas, Liérganes, Luena, Marina de Cudeyo, Medio Cudeyo, Miera, Penagos, Piélagos, Puente Viesgo, Ribamontán al Mar, Ribamontán al Monte, Riotuerto, San Pedro del Romeral, San Roque de Riomiera, Santa Cruz de Bezana, Santa María de Cayón, Santander, Santiurde de Toranzo, Saro, Selaya, Vega de Pas, Villacarriedo, Villaescusa y Villafufre. |